# Burg Medelsheim
Die Burg Medelsheim ist eine abgegangene Burg im Umfeld der Pfarrkirche St. Martin des Ortsteils  Medelsheim der Gemeinde Gersheim im Saarpfalz-Kreis im Saarland. 
Die Gründung der Burg um 1300 geht auf die Grafen von Zweibrücken zurück und diente dem Schutz einer mittelalterlichen Salzstraße der „Duser Straße“. Erstmals bezeichnet 1334 Graf Walram II. von Zweibrücken gegenüber dem Erzbischof Balduin von Trier seinen Besitz als „Stadt und Burg“. 1656 wird die Burg in einer leyenschen Urkunde erwähnt und letztmals 1576 als bewohnt und erhalten.
Durch Grabungen konnte der Standort der ehemaligen Burg auf die Umgebung gegenüber der heutigen Pfarrkirche St. Martin festgelegt werden. 